# Čelakovského sady
Čelakovského sady jsou veřejný park u historické budovy Národního muzea na Novém Městě v Praze. Rozkládají se mezi ulicemi, kterými vede Severojižní magistrála, tedy Legerovou, Mezibranskou a Vinohradskou. Má rozlohu 1,3 hektaru a leží na mírně svažující se ploše v nadmořských výškách 215 až 226 metrů.

## Historie
Před výstavbou budovy muzea býval v místech Čelakovských sadů na zrušených hradbách jako součást Dlouhé promenády tzv. Malý park (jako Velký park byly nazývány Vrchlického sady). Po dokončení stavby budovy Národního muzea byl roku 1882 Malý park přebudován českým zahradním architektem Františkem Thomayerem. Na počest básníka Františka L. Čelakovského byl pojmenován jeho jménem. Severojižní magistrála budovaná v sedmdesátých letech minulého století park plošně redukovala a rozdělila ho celkem na dvě části.
V rámci rekonstrukce budovy Národního muzea prošly Čelakovského sady v roce 2018 rekonstrukcí za 13 milionů korun. Při ní získaly novou dlažbu, mobiliář, bylo zasazeno zhruba sto tisíc rostlin a došlo k celkovému pročištění.

## Popis
Z původní kompozice se v parku nezachovalo nic. Park je rozdělen magistrálou na dvě části, které propojují podchody. Dřeviny jsou rozmístěny volně a je zde asi 30 druhů. Z listnatých stromů jsou převážně zastoupeny jerlín japonský, lípa malolistá a javor mléč. Dále je zde pár dubu letních. Po obvodu parku jsou zahuštěné keře zimoleze tatarského, pustorylu věncového, ptačího zobu, tavolníku van Houetteův a hlohyně šarlatové.

## Pamětihodnosti
V sadech se nachází také mramorová socha české divadelní herečky Otylie Sklenářové-Malé z roku 1933. Autorem sochy z bílého mramoru je sochař Ladislav Šaloun.
Roste zde tzv. lípa svobody, kterou v roce 1990 společně zasadili Václav Havel a Alexandr Dubček. Dalším stromem svobody je dub taborský vysazený 28. října 2018 na památku vzniku Československé republiky.